# 首都足球會
首都足球會是指位於首都的足球會，不過大多數意指屬於本土頂級足球聯賽的球隊。首都是一個國家的經濟、政治和主權的中心城市，而且擁有完善的交通配套及基礎建設，對一間球會的經營運作非常有利，因此首都球會往往都比較富有。加上首都球會是代表一個國家的中心城市，因此首都球會往往會與位於其他城市的球會比較下去。除了著名勁旅之外，首都球會就是其次被人注視的球隊，不過首都球會並非代表國內實力最頂尖的球會，有部分國家首都是多支本土勁旅的所在地，而有部分國家首都則成為「足球荒地」，連一支職業足球隊都沒有。

## 英格蘭

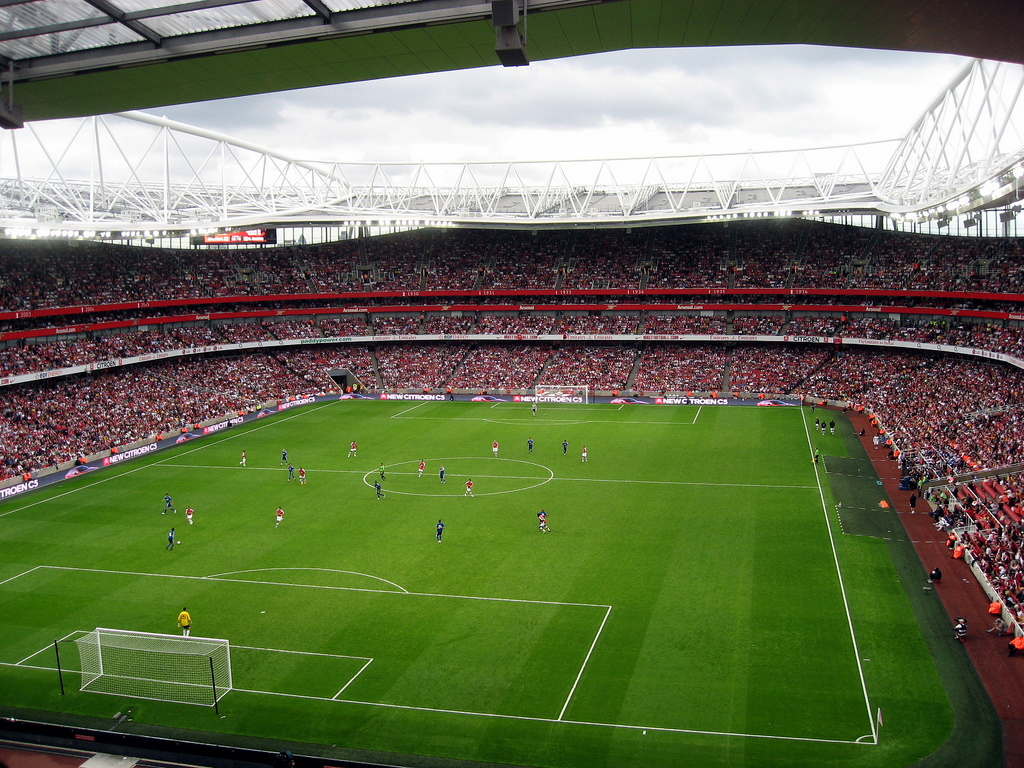
阿仙奴主場－酋长球场

現代足球發源地英國由於早於19世紀發展足球運動，首都倫敦擁有濃厚的足球歷史因而被稱為「足球之都」，倫敦城內擁有數十多支職業足球會，現時英格蘭超級聯賽參賽球會大部分球會位於倫敦市內，包括阿仙奴、車路士、熱刺、韋斯咸、昆士柏流浪及富咸。雖然倫敦擁有幾間具規模的足球俱樂部，但論球會成就遠遠不及英格蘭北部兩大著名球會－曼聯及利物浦。利物浦早於1970至80年代稱霸英格蘭球壇，是當時英格蘭乃至歐洲最成功的球會，進入1990年代曼聯慢慢地取代利物浦的地位，在英格蘭頂級聯賽短短20年間中贏得多項錦標，1998-99賽季更創出三冠王（英超聯賽、足總盃、歐洲聯賽冠軍盃冠軍）的佳績，是迄今為止英格蘭足球會中唯一有此成績的球隊。五個英格蘭城市先後出產過五支歐洲冠軍，包括曼徹斯特、利物浦、伯明翰（阿士東維拉）及諾定咸（諾定咸森林），而倫敦直到2012年才由車路士拿到欧洲冠军联赛的冠军。
在歷史上最成功的倫敦市球會是阿仙奴，目前取得13項頂級聯賽冠軍，其中2003-04年賽季創出全季不敗的佳績；另一個倫敦市球會車路士曾經取得5項頂級聯賽冠軍，以2004年葡萄牙領隊摩連奴入主後成績更為突出，五年內三奪英超冠軍。

## 德國

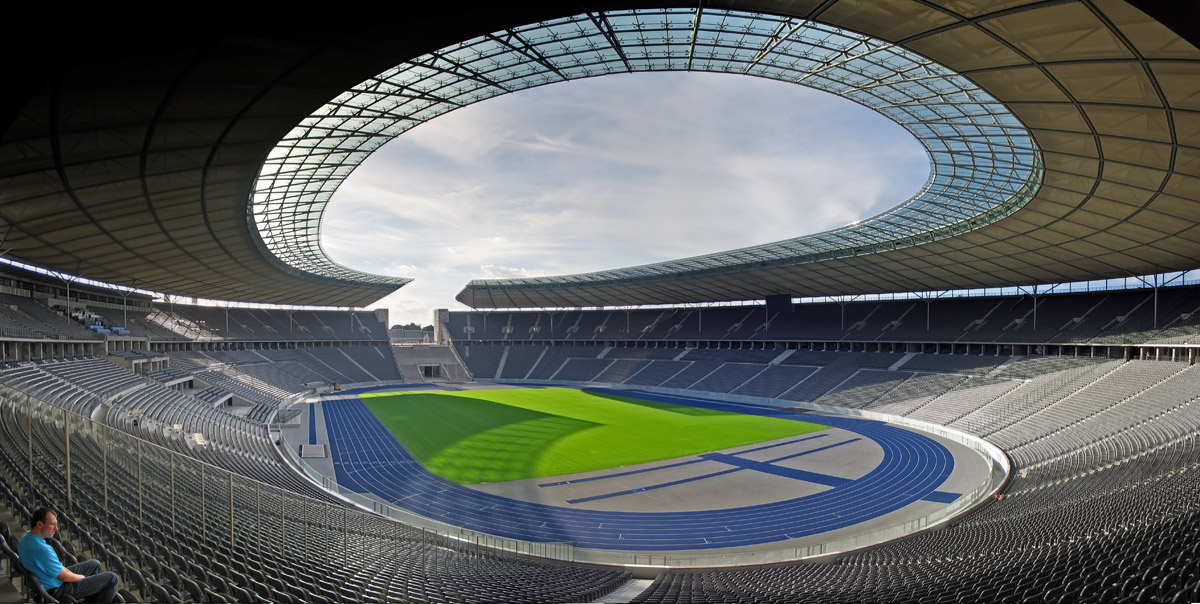
哈化柏林主場－柏林奧林匹克體育場

德國在經歷過第二次世界大戰之後曾經分裂東德及西德，當時東西德的首都為波恩及柏林，但只有柏林市一支職業足球會的哈化柏林，哈化柏林只曾經在1930年及1931年奪得過德國錦標賽冠軍，雖然首屆德甲成立哈化柏林獲被邀請加入，但由於當時東西德分裂，柏林市被孤立，哈化柏林實力只有平平，直至1970年代成績較亮眼，1974－75年球季獲得德甲聯賽亞軍，1979年打入歐洲聯盟盃四強，在準決賽不敵南斯拉夫的貝爾格萊德紅星隊。與此同時哈化柏林更在1977和1979年晉級德國盃決賽。
雖然哈化柏林在德甲歷史上並非突出，但在在德國未統一之前曾經在东德足球高级联赛稱霸多年，柏林兩大班霸柏林戴拿模及柏林前進先後奪得過16次聯賽冠軍，當中柏林戴拿模在1970至80年代連續10年成為東德聯賽冠軍，可惜德國統一之後無以為繼，被多支西德球會完全蓋過柏林球會曾經擁有過的輝煌成績。
。

## 東、南歐和南美洲
俄羅斯首都莫斯科及阿根廷首都布宜諾斯艾利斯，由於兩國的城市化嚴重，因此莫斯科及布宜諾斯艾利斯成為是俄羅斯及阿根廷主要球會所在城，布宜諾斯艾利斯更是世界上擁有最多在本土最高級別聯賽競爭球隊的城市，最著名包括小保加及河床兩支國內班霸；俄羅斯解體前的蘇聯曾經在國際球壇叱咤一時，主要原因都是莫斯科三大勁旅－莫斯科斯巴達、莫斯科中央陸軍及莫斯科火車頭盛產多位優質球員。
足球強國巴西雖然在國內擁有多支著名球會包括聖保羅、法林明高、哥連泰斯、山度士，但並沒有一支球隊位於首都巴西利亞，最諷刺的是巴西甲組聯賽成立以來從未有一支球隊來自巴西利亞。巴西利亞成為「足球荒地」的原因是巴西政府為了平衡巴西南北發展的現象，巴西利亞在1971年由里約熱內盧遷都成為巴西首都，足球運動發展不及其他城市；意大利甲組聯賽冠軍在歷史上一直由三間北部球會壟斷，分別來自都靈的祖雲達斯及米蘭雙雄AC米蘭和國際米蘭，反而兩支首都球會拉素及羅馬合共奪冠次數遠遠不及該三支勁旅。

## 東亞
东亚兩國中國及日本的情況差不多，日本首都東京兩支日職聯球隊FC東京及東京綠茵，後者於1993年及1994年連續奪得日本職業足球聯賽冠軍，不過它們當時在東京找不到適合主場，故將主場定為附近的川崎市（當時球隊改為川崎讀賣），直到2001年與FC東京共用一個主場，東京綠茵不算代表東京奪得日職聯冠軍。近年隨著鹿島鹿角、磐田山葉等球隊崛起，東京綠茵無法重返當年的雄風更降落乙組聯賽；中國首都北京代表北京國安由1994年成立甲A至2003年改革為中超，北京國安從未離開過中國頂級足球聯賽，球隊經過十多年來在頂級聯賽競爭都無法取得一項冠軍，終於北京國安在2009年中超聯賽最後一輪主場以4比0擊敗杭州綠城，賽後壓倒長春亞泰成功奪得參加職業聯賽16年中首個頂級聯賽冠軍。

## 各國首都球隊狀況

### 歐洲
以下是截止2022年12月在世界主要頂級聯賽的首都或首府球隊有關數據及資料：
| 國家（首都）           | 頂級聯賽               | 曾經奪得頂級聯賽 冠軍的首都球隊(奪冠次數) | 奪得最多頂級聯賽的球隊 （奪冠次數） | 首都球隊奪冠次數 （總冠軍數目） | 奪冠比率 | 最後一次奪冠 |
| ---------------------- | ---------------------- | --- | ----------------------------------- | ------------------------------- | -------- | ------------ |
| 阿尔巴尼亚（地拉拿）   | 阿爾巴尼亞超級足球聯賽 | 地拉拿（25）[a] 地拉拿戴拿模（18） 地拉拿柏迪辛尼（16） | 地拉拿（25）[a]                     | 59次（82）                      | 72%      | 2019–20      |
| 奥地利（維也納）       | 奥地利足球超级联赛     | 維也納迅速（32） 奧地利維也納（24） 第一維也納（6） 維也納體育會（3） 維也納AF（1） 維也納AC（1） FAC維也納（1） 夏高亞維也納（1）                                                                    | 奧地利維也納（32次）                | 69次（103）                     | 66.9%    | 2012–13      |
| 白俄羅斯（明斯克）     | 白俄羅斯足球超級聯賽   | 明斯克戴拿模（7） | 巴迪（12）                          | 7次（25）                       | 28%      | 2004         |
| 比利时（布魯塞爾）     | 比利時甲級足球聯賽     | 安德列治（33） 聖基萊錫（11） 華域雲基（6） 布魯塞爾勇氣會（5） 莫倫比克（1） | 安德列治（33次）                    | 56次（112）                     | 50%      | 2013–14      |
| （薩拉熱窩）           | 波黑超級足球聯賽       | 薛謝斯歷卡（5） 薩拉熱窩（2） | 薛謝斯歷卡（5）                     | 7次（14）                       | 50%      | 2015         |
| 保加利亚（索菲亞）     | 保加利亞足球甲級聯賽   | 索菲亞中央陸軍（31） 索菲亞利夫斯基（26） 索菲亞斯拉維亞（7） 索菲亞火車頭（4） 斯拉華1923（1） 索菲亞體育會（1）                                                                                     | 索菲亞中央陸軍（32次）              | 70次（89）                      | 78.6%    | 2008–09      |
| （薩格勒布）           | 克罗地亚足球甲级联赛   | 薩格勒布戴拿模（17） 萨格勒布（1） | 薩格勒布戴拿模（17次）              | 18次（24）                      | 75%      | 2014–15      |
| 賽普勒斯（尼科西亚）   | 塞浦路斯甲組足球聯賽   | 尼科西亞（24） 奧摩尼亞（20） 尼科西亞奧林比亞高斯（3） 查斯特（1） 施天卡耶（1） | 尼科西亚（24次）                    | 49次（76）                      | 64.4%    | 2014–15      |
| 捷克（布拉格）         | 捷克足球甲级联赛       | 布拉格斯巴達（12次） 布拉格斯拉維亞（3次） | 布拉格斯巴達（12次）                | 15次（22）                      | 68.1%    | 2013–14      |
| 丹麦（哥本哈根）       | 丹麥足球超級聯賽       | 哥本哈根（10） 邦比（6） | 哥本哈根（10次）                    | 16（25）                        | 64%      | 2012–13      |
| 英格兰（倫敦）         | 英格兰足球超级联赛     | 阿仙奴（13） 車路士（5） 熱刺（2） | 曼聯（20次）                        | 20（116）                       | 17.2%    | 2014–15      |
| 爱沙尼亚（塔林）       | 爱沙尼亚足球甲级联赛   | 科羅拉（10） 利維迪亞（9） 蘭塔納（2） 塔林諾馬（2） TVMK塔林（1） 卡里魯（1） | 科羅拉（10次）                      | 25次（25）                      | 100%     | 2014–15      |
| 芬兰（赫爾辛基）       | 芬蘭足球超級聯賽       | HJK赫尔辛基（11） | HJK赫尔辛基（11次）                 | 11次（26）                      | 42.3%    | 2014         |
| 法國（巴黎）           | 法国足球甲级联赛       | 巴黎聖日門（5） | 聖伊天（10）                        | 5（73）                         | 6.8%     | 2013－14     |
| 德国（柏林）           | 德國甲組足球聯賽       | 柏林維多利亞（2） 哈化柏林（2） 蓝白柏林（1） | 拜仁慕尼黑（31）                    | 5（109）                        | 0.05%    | 1931         |
| 匈牙利（布達佩斯）     | 匈牙利足球甲級聯賽     | 費倫斯華路士（32） MTK布達佩斯（23） 烏比斯迪（20） 漢維特（14） 華薩斯（6） 克斯佩（4） 布達佩斯TC（2）                                                                                              | 費倫斯華路士（28）                  | 101（119）                      | 91.7%    | 2020–21      |
| 冰島（雷克雅未克）     | 冰島足球超級聯賽       | 雷克雅未克（26） 華路亞（20） 弗雷姆（18） 維京古（5） | 雷克雅未克（26）                    | 69（104）                       | 66.3%    | 2013         |
| 希腊（雅典）           | 希腊足球超级联赛       | 彭拿典內高斯（20） AEK雅典（11） | 奧林比亞高斯（41）                  | 31次（75）                      | 41.3%    | 2009－10     |
| 義大利（羅馬）         | 意大利足球甲级联赛     | 羅馬（3） 拉素（2） | 祖雲達斯（30）                      | 5（106）                        | 4.7%     | 2000－01     |
| 羅馬尼亞（布加勒斯特） | 羅馬尼亞足球甲級聯賽   | 布加勒斯特星隊（25） 布加勒斯特戴拿模（18） Venus București（8） 布加勒斯特迅速（3） Colentina București（2） Olympia București（2） Româno-Americană București（1次） Unirea Tricolor București（1） | 布加勒斯特星隊（25）                | 60（96）                        | 62.5%    | 2013－14     |
| 荷蘭（阿姆斯特丹）     | 荷兰足球甲级联赛       | 阿積士（33） RAP（5） DWS（1） De Volewijckers（1） | 阿積士（33）                        | 40（125）                       | 32%      | 2013－14     |
| 葡萄牙（里斯本）       | 葡萄牙足球超级联赛     | 賓菲加（33） 士砵亭（18） 比蘭倫斯（1） | 賓菲加（33）                        | 52（80）                        | 65%      | 2013－14     |
| 俄羅斯（莫斯科）       | 俄羅斯足球超級聯賽     | 莫斯科斯巴達（21） 莫斯科中央陸軍（12） 莫斯科戴拿模（11） 莫斯科鱼雷（3） 莫斯科火車頭（2） | 莫斯科斯巴達（21）                  | 49（76）                        | 64.4%    | 2013－14     |
| 苏格兰（愛丁堡）       | 蘇格蘭足球超級聯賽     | 赫斯（4） 喜伯年（4） | 格拉斯哥流浪（54）                  | 8（123）                        | 6.5%     | 1959－60     |
| 塞爾維亞（貝爾格萊德） | 塞尔维亚足球超级联赛   | 柏迪遜(8) 貝爾格萊德紅星(6 ) | 柏迪遜 (8)                          | 14（14）                        | 100%     | 2019–20      |
| 西班牙（馬德里）       | 西班牙足球甲级联赛     | 皇家馬德里（34） 馬德里體育會（11） | 皇家馬德里（34）                    | 45（90）                        | 50%      | 2019–20      |
| 瑞士（伯恩）           | 瑞士足球超级联赛       | 年轻人（5） | 草蜢（27）                          | 15（96）                        | 15.6%    | 2020–21      |
| 土耳其（安卡拉）       | 土耳其足球超级联赛     | 沒有 | 加拉塔沙雷（22）                    | 0（65）                         | 0%       | ---          |
| 乌克兰（基輔）         | 烏克蘭足球超級聯賽     | 基輔戴拿模（16） | 基輔戴拿模（16）                    | 16（30）                        | 53%      | 2020–21      |

- a1 a  - * 地拉拿實際上分別贏得27 次冠軍，但當中有數季賽事未被官方認可。

### 亞洲及大洋洲
| 國家（首都）           | 頂級聯賽             | 曾經奪得頂級聯賽 冠軍的首都球隊(奪冠次數) | 奪得最多頂級聯賽的球隊 （奪冠次數） | 首都球隊奪冠次數 （總冠軍數目） | 奪冠比率 | 最後一次奪冠 |
| ---------------------- | -------------------- | ----------------------------------------- | ----------------------------------- | ------------------------------- | -------- | ------------ |
| 中国（北京）           | 中國超級足球聯賽     | 北京國安（1）                             | 大連實德（8）                       | 1（27）                         | 3.7%     | 2009         |
| 日本（東京）           | 日本職業足球聯賽     | 東京綠茵（7）                             | 廣島三箭、鹿島鹿角（8）             | 7（56）                         | 12.5%    | 1994         |
| （首爾）               | 南韓甲組職業足球聯賽 | FC首爾（6） 一和天馬（3）                 | 全北現代汽車（8）                   | 9（39）                         | 23%      | 2016         |
| 沙烏地阿拉伯（利雅德） | 沙特阿拉伯足球联赛   | 希拉爾（17） 艾納斯（9） 艾沙比（6）      | 希拉爾（17）                        | 32（47）                        | 68%      | 2020–21      |

### 美洲
| 國家   | 首都           | 現時頂級聯賽的 首都球隊                                                                              | 首都球隊 數目 | 首都球隊 奪冠次數（總冠軍數目） | 奪冠比率 | 首都球隊最後一次奪冠賽季 |
| ------ | -------------- | --- | ------------- | ------------------------------- | -------- | ------------------------ |
| 阿根廷 | 布宜諾斯艾利斯 | 堤格雷 小阿根廷人 沙蘭迪兵工廠 班菲特 小保加 小農夫 颶風隊 獨立隊 競賽會 拉努斯 河床 聖羅倫素 沙士菲 | 13隊          | 102次（115）                    | 88.6%    | 2008/09年秋季            |
| 巴西   | 巴西利亞       | 沒有                                                                                                 | 0隊           | 0次                             | --       | --                       |
| 墨西哥 | 墨西哥城       | CF美洲 藍十字 普馬斯                                                                                 | 3隊           | 28次（103）                     | 27.2%    | 2018年秋季               |
| 美国   | 華盛頓         | 華盛頓聯隊                                                                                           | 1隊           | 4次（13）                       | 30.7%    | 2004年賽季               |